# Lactarius stephensii
Lactarius stephensii é um fungo que pertence ao gênero de cogumelos Lactarius na ordem Russulales. Foi descrito cientificamente pela primeira vez por Berkeley em 1844, recebendo o nome de Hydnangium stephensii.